# Chionochloa antarctica
Chionochloa antarctica är en gräsart som först beskrevs av Joseph Dalton Hooker, och fick sitt nu gällande namn av Victor Dmitrievich Zotov. Chionochloa antarctica ingår i släktet Chionochloa och familjen gräs. Inga underarter finns listade i Catalogue of Life.